# Тифула мінлива
Тифула мінлива (Typhula variabilis) — вид клавароїдних грибів родини Typhulaceae. Це патоген рослин, який вражає моркву. Зареєстрований у Європі, Азії, Північній Америці.